# Szkiełko kalibracyjne

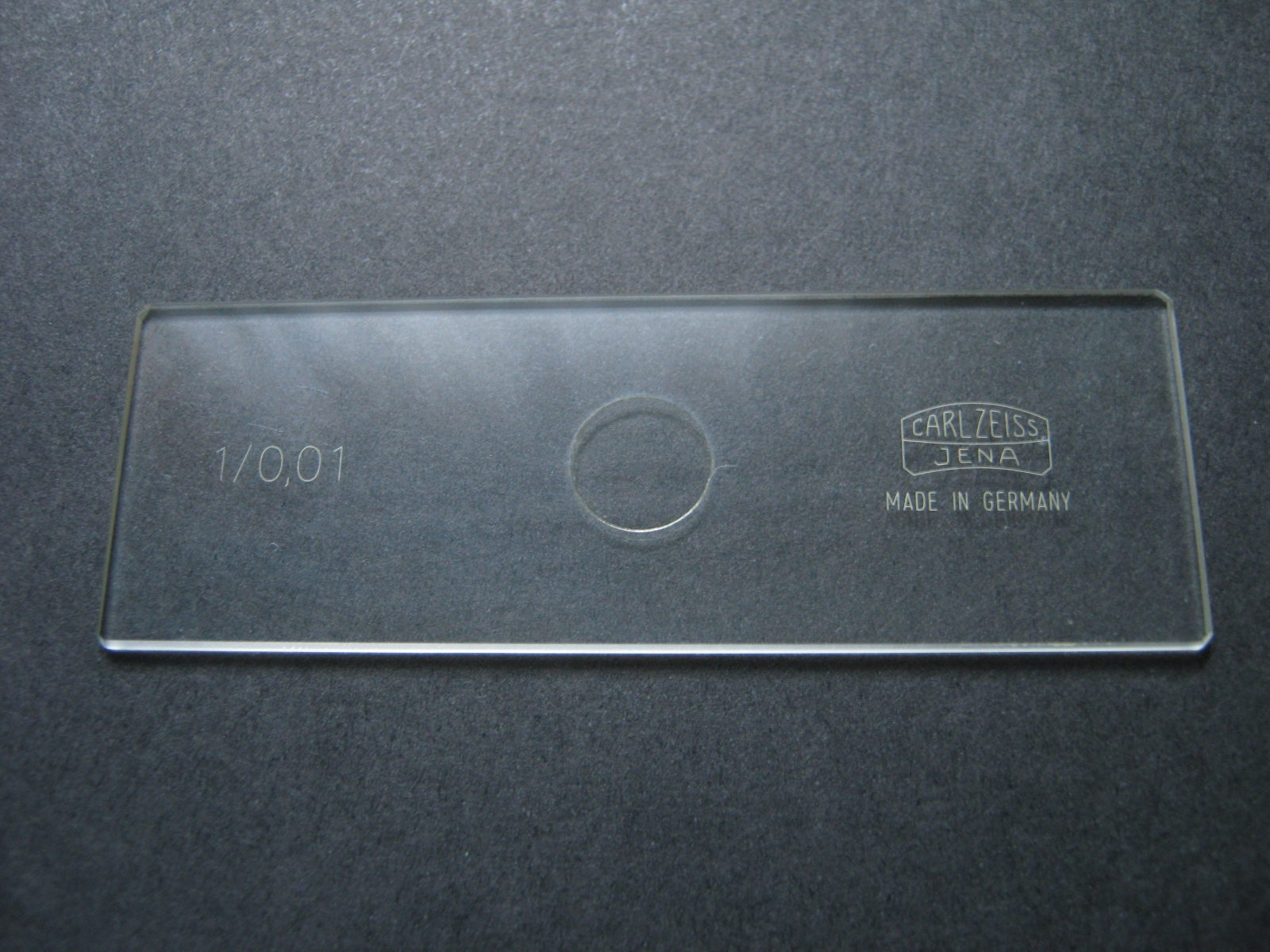
Szkiełko kalibracyjne z naniesionym odcinkiem 1mm podzielonym na 100 części

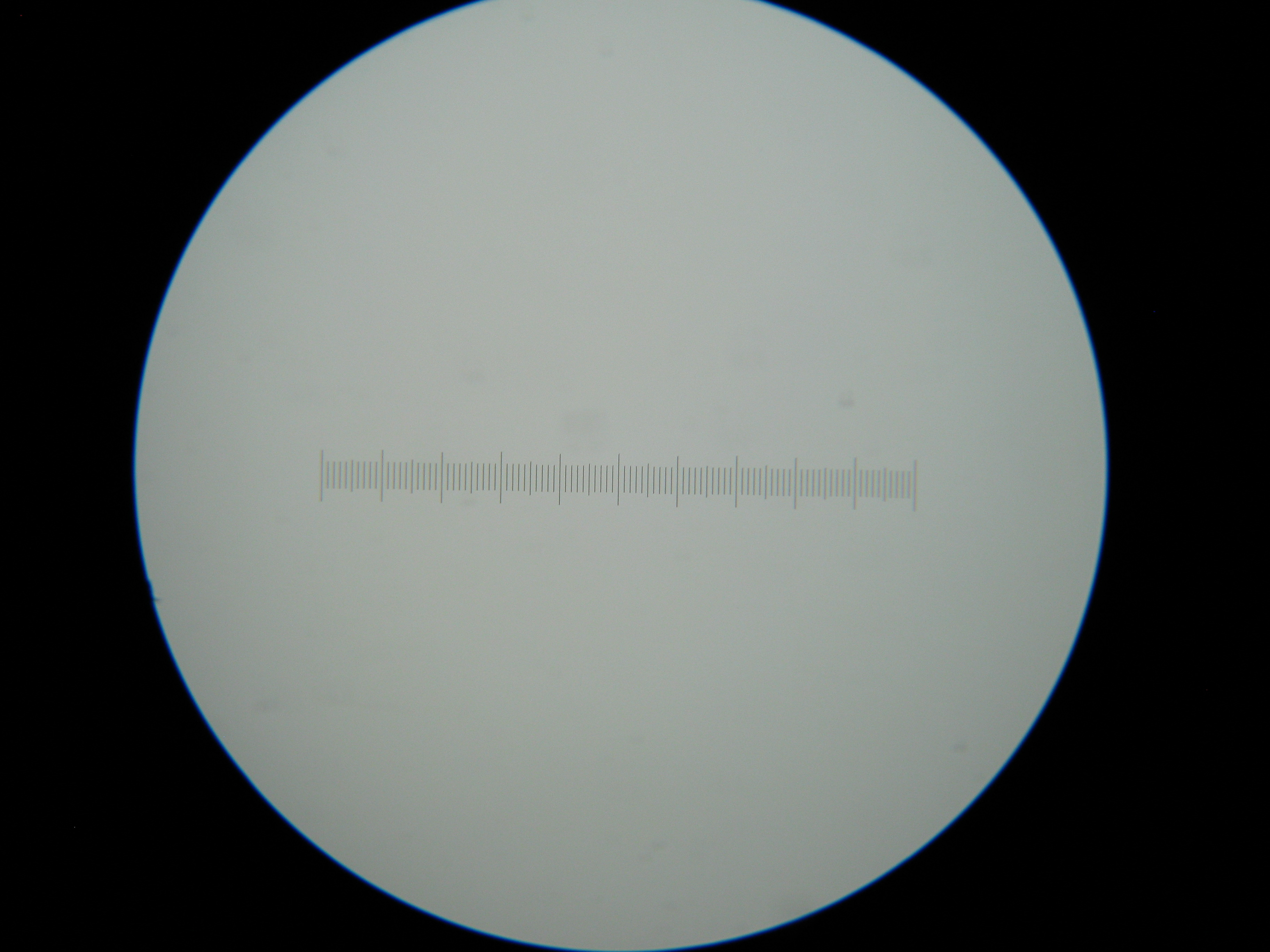
Podziałka szkiełka mikrometrycznego widziana pod mikroskopem (obiektyw 10x)

Szkiełko kalibracyjne zwane też szkiełkiem mikrometrycznym lub mikrometrem przedmiotowym. Jest to rodzaj szkiełka podstawowego na którym został umieszczony odcinek o danej długości (najczęściej 1 mm) podzielony na 100 części. Wartość działki elementarnej wynosi więc 0,01mm. Szkiełko mikrometryczne służy do kalibracji okularu pomiarowego wyposażonego we własną skalę.